# Чукоглава чапла
Чукоглава чапла (Scopus umbretta) е средна по размери птица отделена като единствен вид в самостоятелно семейство на разред Пеликаноподобни

## Разпространение
Чукоглавата чапла се среща в Африка на юг от Сахара, Мадагаскар и югозападното крайбрежие на полуостров Арабия. Среща се във всички влажни местообитания, включително поливни площи, каквито например са оризищата. Обитава и саваните и горите. Повечето водят уседнал начин на живот, като се движат по двойки. Други менят своето местообитание според сезона. Видът е добре приспособим към местообитания създадени от човека и осигуряващи благоприятни условия за живот.

## Описание
Оперението е сиво-кафяво с лилава иридесценция на гърба. Човката е дълга, плоска и леко крива. Вратът и краката са по-къси от тези на повечето от Щъркелоподобни. Пръстите и са гребеноподобни като тези на чаплите. Опашката е къса, крилата са големи и широки. Лети добре. При полет изпъва шията напред подобно на щъркел или ибис. Когато е на земята държи шията си извита назад.

## Хранене
Птиците се хранят през деня. Почиват по обяд и през нощта. Обикновено се хранят самостоятелно или по двойки. Хранят се със земноводни, риба, скариди, насекоми и гризачи. Те ходят в плитките води като търсят плячка.

## Размножаване
Птиците са известни с това, че строят най-зрелищното гнездо в Африка. Строят го в продължение на месеци като в него влагат около 10 000 пръчици. Добавят и различни кости и украшения. Птиците строят повече от едно гнездо, но само в едно снасят. Другите често стават дом за други видове птици и бозайници. Снасят от 3 до 7 яйца. Мътят ги 28 - 30 дни. На 44 -50 дни малките отлитат от гнездото, но още около два месеца остават в него само за да нощуват.